# Позняк Наталія Вікторівна
Наталія Вікторівна Позняк - Хоменко (нар. 13 травня 1972, с. Антонівка, Україна) — українська поетка, перекладачка, журналістка. Членка Національної спілки письменників України, учасниця літературного об'єднання «Радосинь». Лавреатка літературної премії імені Богдана-Ігоря Антонича «Привітання життя» (1995).

## Життєпис
Наталія Позняк народилася 13 травня 1972 року у селі Антонівці, нині Антонівської громади Вараського району Рівненської области України.
Закінчила філологічний факультет Київського національного університету імені Тараса Шевченка (1994).
З 1995 року — в журналістиці. Вела авторські програми на телебаченні, зокрема на НТУ («Ностальгія за піснею», «Портрет в інтер'єрі», «Дебют»), працювала в газеті «Без цензури», «Україна молода» та інших провідних виданнях. Нині — головна спеціалістка відділу популяризаційної роботи Українського інституту національної пам'яті.
Учасниця оргкомітетів фестивалів «Червона рута», «Тарас Бульба».
Одружена з поетом, есеїстом, істориком і музейником, наразі військовослужбовцем Олександром Хоменком, мають доньок – студентку Українського католицького університету Олесю, 17 років, старшокласницю і пластунку Ярину, 15 років, та 7-річну Тетяну (станом на квітень 2023).

## Доробок
Авторка
- збірки поезій
  - «По дорозі до казки»
- книг
  - «Українські вісники» (2008, співавторка)[4],
  - «Волонтери: сила небайдужих» (2021)[5][6][3][7].
  - Пам'ять роду (2018, автор проєкту)